# Municipio de Fayette (Illinois)
El municipio de Fayette (en inglés: Fayette Township) es un municipio ubicado en el condado de Livingston en el estado estadounidense de Illinois. En el año 2010 tenía una población de 271 habitantes y una densidad poblacional de 4,61 personas por km².

## Geografía
El municipio de Fayette se encuentra ubicado en las coordenadas 40°38′20″N 88°23′56″O / 40.63889, -88.39889. Según la Oficina del Censo de los Estados Unidos, el municipio tiene una superficie total de 58.8 km², de la cual 58,71 km² corresponden a tierra firme y (0,14 %) 0,08 km² es agua.

## Demografía
Según el censo de 2010, había 271 personas residiendo en el municipio de Fayette. La densidad de población era de 4,61 hab./km². De los 271 habitantes, el municipio de Fayette estaba compuesto por el 98,15 % blancos, el 0,37 % eran afroamericanos, el 1,11 % eran asiáticos y el 0,37 % eran de una mezcla de razas. Del total de la población el 0,37 % eran hispanos o latinos de cualquier raza.